# Guayo 3ra. Sección
Guayo 3ra. Sección är en ort i Mexiko.   Den ligger i kommunen Comalcalco och delstaten Tabasco, i den sydöstra delen av landet, 600 km öster om huvudstaden Mexico City. Guayo 3ra. Sección ligger 11 meter över havet och antalet invånare är 518.
Terrängen runt Guayo 3ra. Sección är mycket platt. Runt Guayo 3ra. Sección är det ganska tätbefolkat, med 179 invånare per kvadratkilometer. Närmaste större samhälle är Villa Tecolutilla, 13,4 km öster om Guayo 3ra. Sección. Trakten runt Guayo 3ra. Sección består till största delen av jordbruksmark.